# Thèmes de la science-fiction
 (septembre 2008).
Si vous disposez d'ouvrages ou d'articles de référence ou si vous connaissez des sites web de qualité traitant du thème abordé ici, merci de compléter l'article en donnant les références utiles à sa vérifiabilité et en les liant à la section « Notes et références ».

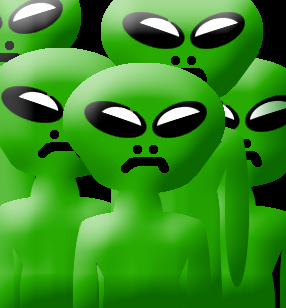
Martiens, selon une illustration pour un article néerlandais sur les Petits Hommes Verts.

L'une des caractéristiques les plus notables de la science-fiction est qu'elle est constituée de thèmes récurrents qui forment une sorte de culture commune. Certains thèmes existent depuis les origines de la SF et sont toujours d'actualité, par exemple le voyage dans l'espace, le voyage dans le temps, la vie extraterrestre ou les robots. D'autres, en revanche, connaissent une éclipse (c'est le cas du thème du surhomme et celui de la fin de l'humanité), tandis qu'apparaissent des thèmes nouveaux qui viennent enrichir l'univers en évolution de la SF (cyberespace, modifications génétiques, nanotechnologies). Il existe de grands thèmes majeurs (la révolte des intelligences artificielles, les univers parallèles) et des thèmes secondaires qui servent d'éléments de décor à une histoire générale (ascenseur spatial, voile solaire). Au sein de cet univers collectif, les auteurs de science-fiction puisent en permanence, enrichissant sans cesse les idées de leurs prédécesseurs et le fonds commun.   

## L'exploration spatiale
L’exploration de la Terre n'offrant plus les mêmes possibilités aux aventuriers, et les contrées terrestres ayant perdu de leur exotisme, la science-fiction a ouvert de nouvelles perspectives aux récits d'aventure.
Les aventures ont pu changer d’échelle, passant de peuples à civilisations, de bêtes sauvages à races extraterrestres, de navires à vaisseaux spatiaux, de jungles hostiles à constellations inconnues. Un bon exemple est l'œuvre de Jules Verne.
Cette aventure peut servir à mettre en valeur les qualités des personnages. L’aventure permet également d’opposer métaphoriquement des valeurs. Un bon exemple est la lutte entre le bien et le mal mise en scène dans Star Wars.
Les colonisations de planètes renvoient au mythe américain de la Conquête de l'Ouest. Un des meilleurs exemples du parallélisme entre ces deux thèmes est le film Outland (film), de Peter Hyams, dans lequel Sean Connery tient le rôle du marshall d’une station minière à la surface de Io qui doit maintenir l’ordre, seul contre tous comme Gary Cooper dans le film Le train sifflera trois fois. Si dans le western la pression du temps est marquée par les plans sur l’horloge de la gare, dans Outland (film), c’est le décompte avant l’arrivée de la navette qui matérialise l’approche de l’inexorable duel final.

## L'autre
Les rencontres et rapports avec autrui permettent de s'interroger sur la spécificité de l'espèce humaine. Les descriptions de l'Autre dressent en négatif un portrait de l'homme. La thématique de l'autre permet également de mettre en scène les difficultés de communication entre personnes différentes, le phénomène de peur ou le racisme.
Ce thème a également été abordé dans le Fantastique avec par exemple Le Horla de Maupassant.

### Espèces xénogènes
L'espèce peut être originaire d'une autre planète ou vivre sur terre, être totalement imaginaire ou descendre d'une espèce terrestre ayant évolué comme les singes dans La Planète des singes de Pierre Boulle, ou les chiens dans Demain les chiens de Clifford D. Simak. La rencontre peut se faire indirectement par le biais d’objets comme dans 2001, l'Odyssée de l'espace de Arthur C. Clarke. L'espèce peut être très différente de l'espèce humaine comme un océan dans Solaris de Stanislas Lem.
Les conflits entre espèces humaine et extraterrestre ont souvent été utilisés comme métaphore des guerres totales. Le thème a été particulièrement populaire lors de la Guerre froide ou l'humanité était assimilée au bloc libre. D'autres auteurs insistaient sur le côté destructeur ou aberrant des guerres et ou simplement des idéologies. 
Ce thème est illustré par des Chroniques martiennes de Ray Bradbury ou La Guerre des mondes de H. G Wells.

### Robots et intelligences artificielles
Les auteurs s'interrogent sur la place de l'homme par rapport aux machines qu'il a créé. Est-il fondamentalement différent d'elles ? Ce thème remonte à Frankenstein de Mary Shelley. Il a été particulièrement développé par Isaac Asimov dans ses recueils sur les robots dont Les Robots. L’ambigüité de la distinction a été accentuée avec l'androïde, notamment dans les œuvres de Philip K. Dick tels que Les androïdes rêvent-ils de moutons électriques ? dont a été tiré le film Blade Runner, et plus récemment dans la série télévisée américaine Battlestar Galactica et dans la série suédoise Real Humans.

## Réalité
La science-fiction a souvent abordé la thématique de la réalité, notamment chez Philip K. Dick. Le rêve des récits fantastiques est remplacé par des univers instables, changeant ou parallèles. Ubik de P. K. Dick, L'Autre Côté du rêve d'Ursula K. Le Guin et La séparation de Christopher Priest illustrent ce thème.

## Politique et société
Les idéologies poussées au maximum, l’emprise de l’État sur les individus est souvent étudié sous la forme de dystopie. Les exemples les plus célèbres sont 1984 de George Orwell, Le Meilleur des mondes de Aldous Huxley et Fahrenheit 451 de Ray Bradbury. D'autres récits de science-fiction promeuvent ou testent par la fiction la viabilité d'une organisation sociale anarchiste : Nouvelles de nulle part (William Morris) ;  Les Dépossédés (Ursula K. Le Guin) ; le Cycle de la Culture (Iain Banks) ; Sur l'onde de choc (John Brunner). Ou encore d'un monde organisé de manière ultra-libérale, comme plusieurs écrits de Robert Heinlein, ou comme Le Samouraï virtuel de Neal Stephenson.
La SF abonde aussi en récits de destruction du monde tels que La Forêt de cristal de James Graham Ballard et en récits post-apocalyptiques et catastrophistes tels que Ravage de René Barjavel, Akira de Katsuhiro Ōtomo ou encore La Planète des singes de Pierre Boulle. Ces récits peuvent avoir une dimension écologique, de terreur, étudier les changements sociaux et politiques, ou encore psychologiques. Ce thème est proche de celui de la fin de l'humanité. 
La perte de pouvoirs des gouvernements face aux entreprises multinationales, l'omniprésence technologique et le développement d'Internet sont étudiés en particulier dans le cyberpunk tels que Neuromancien de William Gibson ou le film d'animation Ghost in the Shell.

## Le temps et l'histoire
Les uchronies étudient ce qu'aurait été l'Histoire si un événement historique avait été différent. Elles permettent de s'interroger sur l'évolution, l'histoire ou les caractéristiques d'une société. Le thème est présent dans la science-fiction mais le genre lui est antérieur puisqu'il remonte à Histoire de Rome depuis sa fondation de Tite-Live. Le genre a donné des classiques à la SF tels que Le Maître du Haut Château de Dick, Roma Æterna de Robert Silverberg ou encore Rêve de fer de Norman Spinrad, et plus récemment la trilogie Time's Tapestry de Stephen Baxter.
Ce thème est proche de celui des Univers parallèles et du Steampunk.
Le voyage dans le temps permet également de questionner l'Histoire, mais aussi la nature du temps. Le précurseur est La Machine à explorer le temps de Wells. De nombreux auteurs se sont interrogés sur les paradoxes temporels qui en découlaient, notamment Isaac Asimov dans La Fin de l'Éternité et Poul Anderson dans La Patrouille du temps.

## L’humain
Les modifications de l'Homme par la Science sont souvent évoquées. Notamment le clonage, l’eugénisme, les modifications génétiques, les implants. Elles soulèvent des questions éthiques et renvoient à la notion d'humanité.
Les surhommes et leurs pouvoirs sont des thèmes populaires notamment dans les comics américains et leurs super-héros. On étudie les conséquences de l’augmentation des capacités humaines, que ce soit la force, l’intelligence, les pouvoirs psychiques, l’immortalité. Cela pose notamment les questions de la responsabilité, du pouvoir et de la personnalité d'une personne différente et donc incomprise. Un ouvrage précurseur est L'Homme invisible de H. G. Wells. La thématique a été abordée par Theodore Sturgeon dans Cristal qui songe et Les Plus qu'humains.
A contrario, d'autres auteurs insistent sur la place insignifiante de l'Homme dans l'Univers, notamment Lovecraft.
La métamorphose est un thème récurrent qui puise ses sources dans le fantastique (La Métamorphose de Kafka, L'Étrange Cas du docteur Jekyll et de M. Hyde de Robert Louis Stevenson). Les auteurs s'interrogent sur la difficulté à devenir autre, à définir son identité ou encore à devenir banal. Des fleurs pour Algernon, de Daniel Keyes, examine ainsi le cas d'un simple d'esprit qui suit un traitement qui va développer son intelligence, mais pour un bref instant seulement, le temps pour lui de prendre conscience de ce qu'il va perdre. À mi-chemin entre la thématique de la métamorphose et celle des super-pouvoirs se trouvent le roman de Robert Silverberg L'Oreille interne dont le héros est un télépathe qui perd son pouvoir exceptionnel.

## Religion
La science-fiction embrasse souvent des thèmes longtemps accaparés par la religion : origine de la vie et du cosmos, fin du Monde, événements surnaturels — ou semblant tels, ainsi que l'énonce Arthur C. Clarke en écrivant « Toute technologie suffisamment avancée est indiscernable de la magie ».

Elle s'autorise parfois un regard critique sur les religions, en proposant une version rationaliste et matérialiste de certains faits tels que la Création, comme dans Prometheus (2012), de Ridley Scott, où les Humains rencontrent leurs créateurs, les "ingénieurs", une autre espèce humanoïde qui semble regretter son œuvre. Dans d'autres fictions, Dieu ou les Dieux sont des imposteurs. C'est par exemple le cas dans le film Star Trek 5 : L'Ultime Frontière (1989), ou dans Zardoz (1974), dont le titre est d'ailleurs une contraction de Wizard of Oz, autre fiction mettant en scène un faux dieu. Cette version est ambivalente puisqu'elle ménage à la fois les sensibilités des croyants et celles des athées, puisque selon le point de vue, on peut déduire que la divinité reste transcendante et inaccessible, ou au contraire qu'elle relève forcément de la fraude. Certaines fictions, par ailleurs, s'autorisent à donner des explications matérialistes à l'existence de dieux issus d'autres cultures. C'est à nouveau le cas de la série Star Trek et son épisode Pauvre Apollon, où les divinités grecques sont présentées comme des extra-terrestres dont les pouvoirs et l'immortalités dépendent d'une technologie avancée.

La question des rites et celle de l'importance sociale des religions sont fréquemment explorées par des auteurs de science-fiction, tels qu'Ursula K. Le Guin, elle-même fille d'anthropologues spécialistes du monde amérindien et plus tard fortement influencée par le Taoïsme, ou Orson Scott Card avec le roman La Voix des morts.
Il n'est pas rare que la science-fiction mette en scène les conflits qui peuvent opposer la science et la religion, c'est le cas du roman Contact, par Carl Sagan, ou encore du film Sunshine (2007), où le personnage Capa, esprit pragmatique, connaît un épisode mystique à l'approche de la mort. 
Certains auteurs de science-fiction sont eux-mêmes croyants et abordent le genre d'un point de vue religieux. On parle notamment de Christian Science Fiction, avec des auteurs tels que C. S. Lewis, Gene Wolf ou encore Connie Willis. Certains auteurs, tout en étant croyants eux-mêmes, offrent un point de vue ambigu sur la question de la religion comme sur celle du progrès, comme le catholique Walter M. Miller avec Un cantique pour Leibowitz, où un ordre monacal se fait le gardien du passé scientifique de la Terre après une guerre mondiale ravageuse qui a plongé l'Humanité dans l'obscurantisme, mais où le retour de la connaissance scientifique aboutit à une nouvelle guerre.
Certaines religions récentes, parfois qualifiées de mouvements sectaires, sont liées à la science-fiction, comme l'Église de Scientologie, fondée par l'auteur L. Ron Hubbard et dont le mythe fondateur est une guerre nucléaire entre extra-terrestres, ou encore l'Église de Jésus-Christ des saints des derniers jours (Mormons), qui ajoute aux livres chrétiens le Livre de Mormon, qui mentionne l'existence d'une planète nommée Kolob qui, selon les exégètes, peut-être le Jardin d'Eden ou l'origine de la vie sur Terre. Un certain nombre d'auteurs de science-fiction se réclament de leur foi mormone, comme Orson Scott Card (Le Cycle d'Ender), Stephenie Meyer (essentiellement connue pour la série fantastique Twilight, mais aussi autrice de science-fiction avec Les Âmes vagabondes) ou le producteur de séries Glen A. Larson (Battlestar Galactica).
Bien que peu traduite, il existe une longue tradition de science-fiction dans le monde arabe et/ou musulman, parfois en conflit avec les autorités religieuses. Ainsi, le roman H W J N (Ibraheem Abbas et Yasser Bahjatt), qui revisite le mythe des djinns et a connu un vrai succès en Arabie saoudite, a fini par être banni comme faisant l'apologie de la sorcellerie.

## Voir également